# Jug band
Jug band – specyficzne zespoły bluesowe, wykorzystujące nietypowe przedmioty do gry,  które powstawały głównie w Stanach Zjednoczonych, składające się przede wszystkim z czarnoskórych muzyków. Nazwa (jug – dzbanek) spowodowana była głównie doborem „instrumentów”. Z powodu biedy muzyków nie było stać na normalne instrumenty, więc używali ich substytutów. Na przykład perkusję zastępowały garnki i dzbanki, rolę kontrabasu pełniła metalowa balia z przeciągniętymi przez środek cienkimi linkami. Równie częsta była gra na grzebieniu i tarce.
Do jednego z najbardziej znanych jug bandów należy Memphis Jug Band. Wielu znanych muzyków bluesowych rozpoczynało swoją karierę właśnie od jug bandów (np.: Howlin’ Wolf).